# Youssef Mokhtari
Youssef Mokhtari (Benisidel, 5 maart 1979) is een voormalig Marokkaanse profvoetballer die als middenvelder speelde. Hij debuteerde in 2004 in het Marokkaans voetbalelftal. Daarmee nam hij deel aan onder meer de Africa Cups in 2004 en 2008.